# Ulbrichia
Ulbrichia es un género de la familia Malvaceae cuya única especie es Ulbrichia beatensis